# Sophira simillima
Sophira simillima är en tvåvingeart som först beskrevs av Erich Martin Hering 1952.  Sophira simillima ingår i släktet Sophira och familjen borrflugor. Inga underarter finns listade i Catalogue of Life.